# Paradelphomyia hkayamensis
Paradelphomyia hkayamensis är en tvåvingeart som beskrevs av Alexander 1965. Paradelphomyia hkayamensis ingår i släktet Paradelphomyia och familjen småharkrankar. Inga underarter finns listade i Catalogue of Life.